# Abbaye d'Aywiers
L'abbaye d’Aywiers est un établissement monastique en activité entre les années 1210 et 1796. Elle est alors située sur la rivière Lasne, à Couture-Saint-Germain, en Belgique, dans le Brabant wallon. Cette abbaye de moniales compte parmi ses fondatrices la grande mystique médiévale, sainte Lutgarde de Tongres.
D'abord communauté de moniales bénédictines venue d'Awirs, près de Liège, elle finit par s'établir à Aywiers puis devient cistercienne vers 1215 au moment de fonder l'abbaye. L'abbaye se développe ensuite le long de la vallée de la Lasne, étendant son autorité sur un domaine de plus de 2 000 hectares. Elle connaît des périodes de décadence et de renouveau et est victime de guerres et de calamités naturelles. Elle est reconstruite trois fois et survit jusqu'à la Révolution française, supprimée en 1796 et ses biens vendus, démolie partiellement au XIXe siècle.
L'ancien palais abbatial est converti en un château situé dans un parc de neuf hectares comprenant le mur d'enceinte de l'abbaye d'origine, ce parc étant ouvert aux visiteurs deux fois par an, lors de la Fête des plantes et des jardins d’Aywiers.

## Situation géographique, fondation et étymologie
Pour des raisons historiquement indéterminées, la communauté de moniales bénédictines établie en 1202 à Awirs (près de Liège) quitte la région et s’installe d’abord à Lillois (1204) , près de Nivelles, et ensuite sur des terres qu’on lui offre dans un domaine marécageux et inhospitalier traversé par la Lasne. Sans doute par association à leur ancien monastère, les moniales appellent ce lieu Aywiers qui comme Awirs signifie quelque chose comme les ruisseaux. La graphie « Aywières » est parfois utilisée.
L'abbaye est située à 17 km au nord-est de Nivelles, à Couture-Saint-Germain, en Belgique, dans le Brabant wallon. La fondation a lieu aux environs de 1215. C'est à ce moment que les Bénédictines adoptent la règle de Cîteaux.

## Sainte Lutgarde

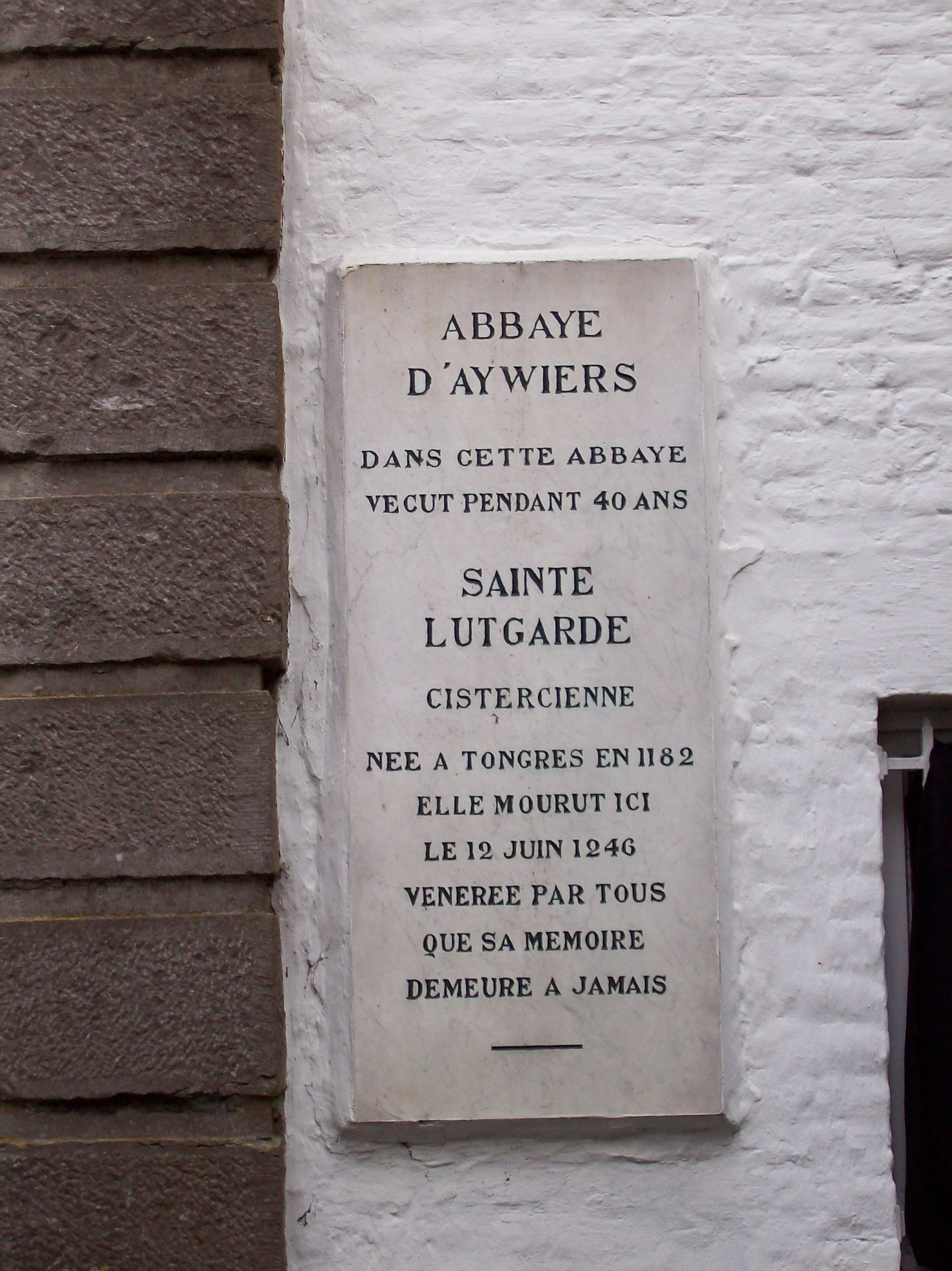
Plaque commémorative de sainte Lutgarde.

Parmi le groupe de fondatrices se trouve Lutgarde de Tongres, une moniale bénédictine qui par désir de vie plus ascétique et contemplative demande son admission à Aywiers vers 1206.
Parlant le néerlandais (ou allemand?), une de ses grandes pénitences (écrit son biographe) est son incapacité à maîtriser le français qui est celle du monastère d’Aywiers. D’une grande humilité de caractère et jouissant d’étonnantes faveurs mystiques tout en acceptant de grandes souffrances (Lutgarde est aveugle les 12 dernières années de sa vie), la sainte a un grand rayonnement spirituel. Elle meurt à Aywiers en 1246. Son biographe est le théologien dominicain Thomas de Cantimpré.

## Histoire de l’abbaye
L’abbaye d’Aywiers se développe et est très florissante, possédant fermes, granges et bergeries un peu partout le long de la vallée de la Lasne, étendant ainsi son autorité sur un domaine de plus de 2 000 hectares. Les abbesses ont droit de seigneurie sur de nombreux villages des environs. La direction spirituelle des moniales est assurée d’abord par les cisterciens de Villers-en-Brabant et ensuite par ceux d’Aulne, en 1238.
Dans sa longue histoire, l’abbaye passe par des périodes de décadence et de renouveau et est victime également de guerres et de calamités naturelles — elle est reconstruite trois fois, les bâtiments que l’on peut voir datant du XVIIIe siècle — mais survit jusqu'à la Révolution française. L’abbaye est supprimée en 1796 et ses biens vendus. Chassées de leur maison, les moniales se réfugient alors au château de Fauquez (1806), puis au château d'Ittre, où la dernière d'entre elles meurt en 1849.

## Du XIXe siècle à nos jours
Au XIXe siècle, Aywiers subit le sort de beaucoup d’autres abbayes. Les bâtiments spécifiquement religieux, c'est-à-dire l’église qui se trouve devant le château actuel, le cloître et les salles attenantes sont démolis, et servent de carrière de pierre...
Dans les années 1850, le domaine est la propriété du musicien et chef d'orchestre Louis-Antoine Jullien, qui vient régulièrement y trouver refuge loin du tumulte de sa vie londonienne car il y a « trouvé une pierre pour reposer [sa] tête », comme il l'écrit au critique musical du Times James William Davison (en).
Il reste aujourd’hui de l’abbaye un beau portail Sainte-Lutgarde (et deux autres moins monumentaux). L'ingénieur-architecte Albert Storrer, conservateur du Palais de Justice de Bruxelles a restauré la porte Saint-Benoît. L'ancien palais abbatial, ainsi que l'habitation du confesseur et des chapelains flanquée d'une tour carrée, sont aujourd'hui convertis en château,. Tout cela se trouve dans un parc de neuf hectares dont le solide mur d’enceinte est encore debout. Ont également échappés à la destruction les portes d'En-Bas et d'En-Haut à fronton triangulaire (XVIIIe siècle), un gracieux pavillon style renaissance, et quelques dépendances dont celle de l'ancienne ferme,.
L'ancien domaine de l'abbaye est morcelé en plusieurs propriétés privées mais deux fois par an, lors de la Fête des plantes et des jardins d’Aywiers, le parc est ouvert aux visiteurs. Cette exposition a lieu le premier week-end de mai et le premier week-end d'octobre.

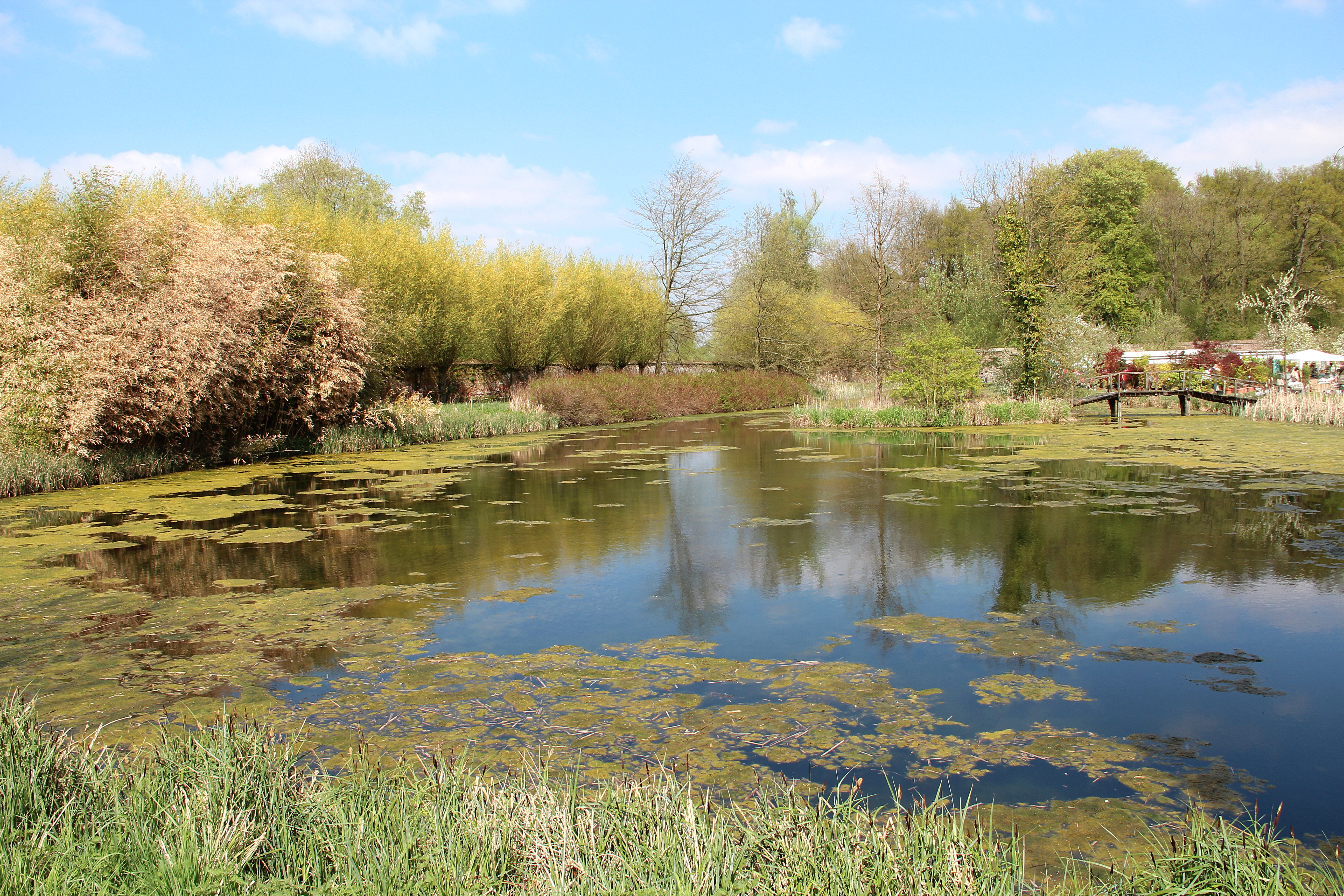
Étang de l'abbaye.
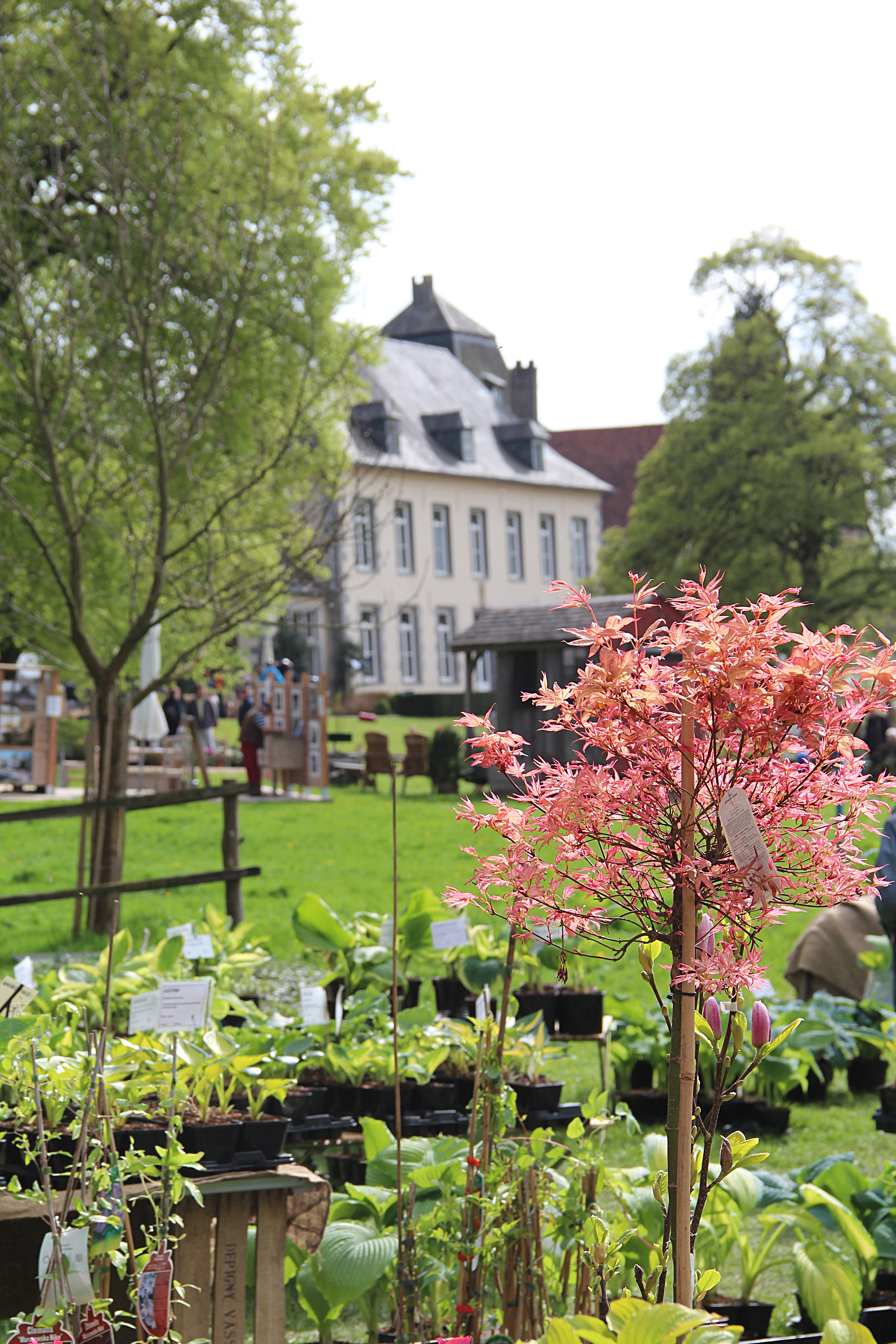
Jardins de l'abbaye.
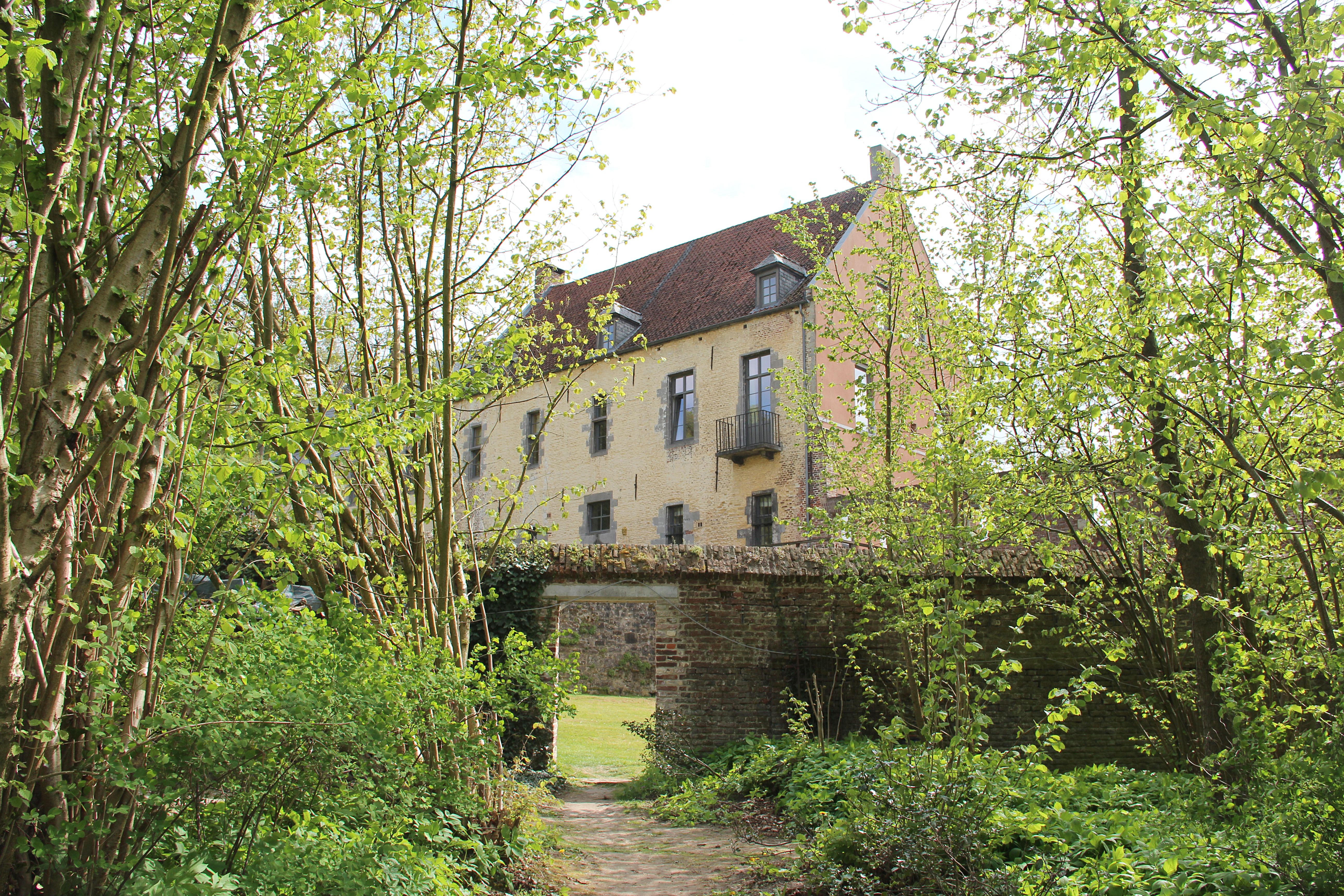
Ferme de l'abbaye.
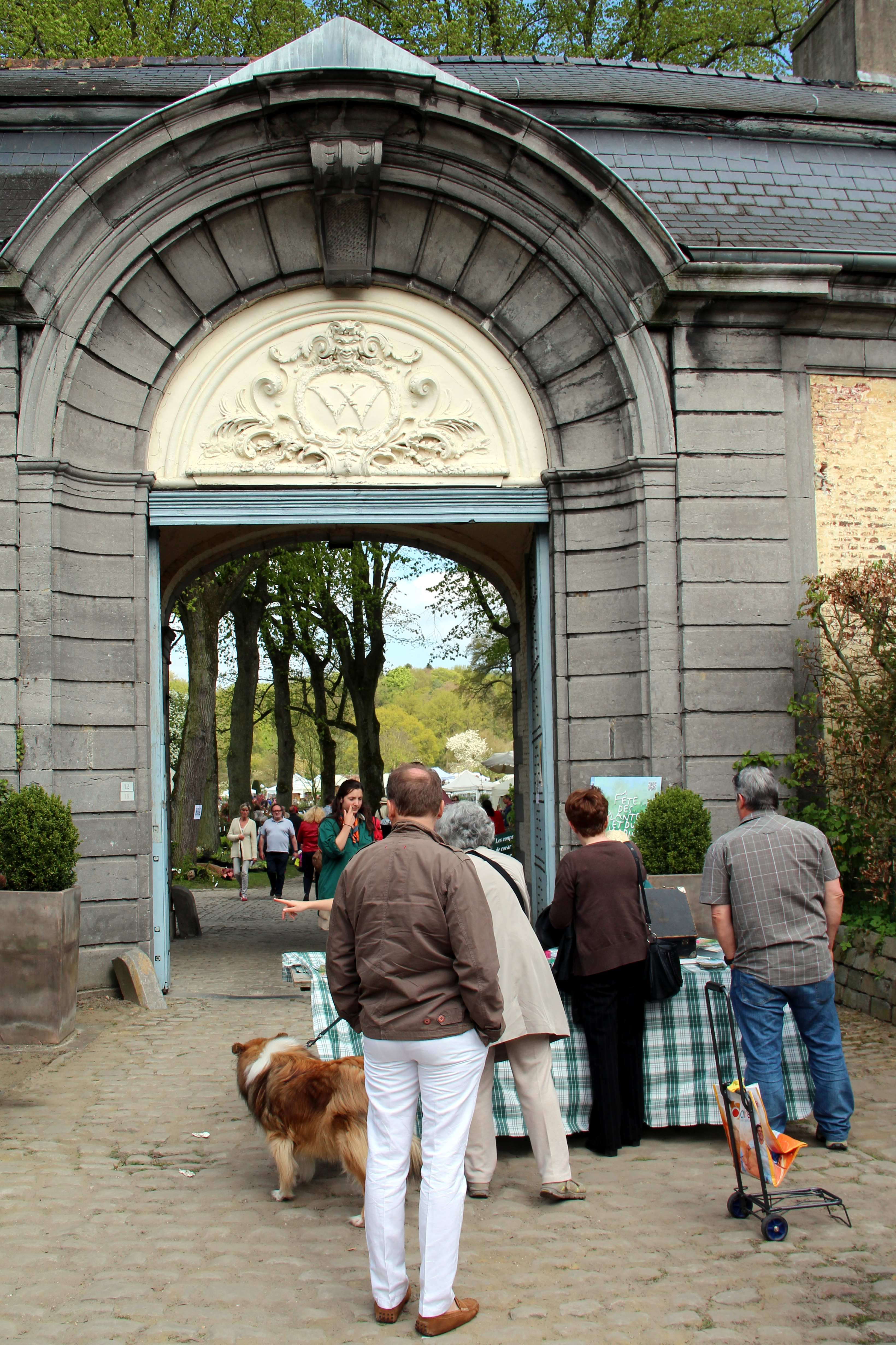
Portail Sainte-Lutgarde.
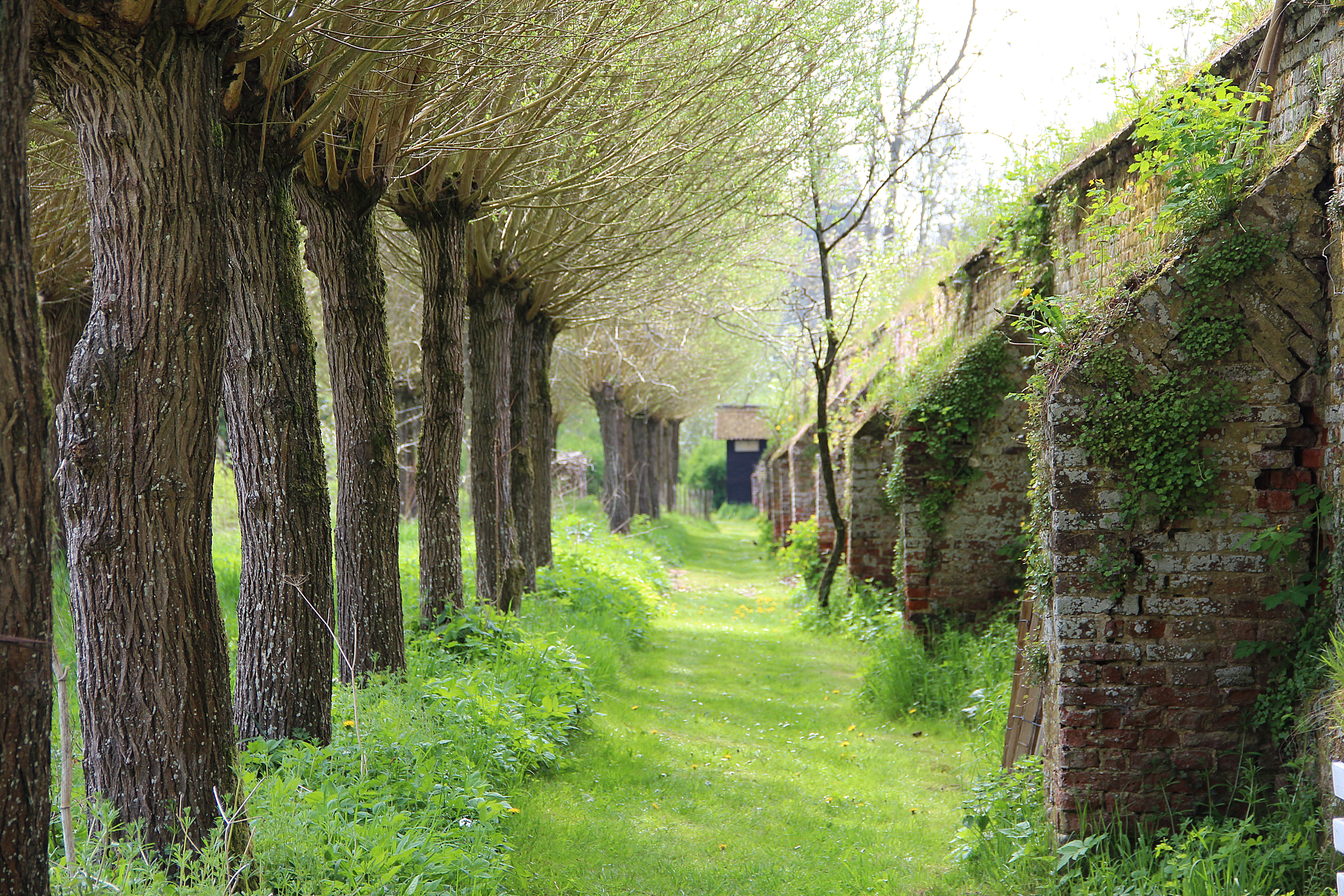
Mur d'enceinte de l'abbaye.

### Note
1. ↑  On trouve dans certains documents l'orthographe « Aywières ».
2. ↑  Cette ancienne habitation du confesseur et des chapelains est dénommée « maison des directeurs de conscience » dans la source de Dorothy Schuermans & Jean-Jo Evrard.

## Pour compléter